# Siege (Band)
Siege ist eine US-amerikanische Hardcore-Punk-Band. Obwohl sie außer mehreren Demos keine offiziellen Veröffentlichungen vorzuweisen hat, gilt sie als eine der Pionierbands des späteren Grindcore.

## Geschichte
Siege wurde 1981 als Highschool-Band von Schlagzeuger Robert Williams, Gitarrist Kurt Habelt und Bassist Henry McNamee in Weymouth, Massachusetts gegründet. Mit Sänger Kevin Mahoney wurde das erste Line-up komplett. Anspruch der vier Musiker war es, die schnellste Band der Welt zu werden. Nach intensiven Jamsessions begann das Quartett ab 1983, live aufzutreten, und erspielte sich schnell eine breite Fanbasis. Im Februar 1984 nahm Siege in den Bostoner Radio Beat Studios unter der Leitung von Musikproduzent Lou Giordano die fünf Titel ihres Demos Drop Dead auf. Im Oktober wurden die drei Titel aufgenommen, die 1985 auf dem von Brian „Pushead“ Schroeder von Septic Death herausgegebenen Sampler Cleanse the Bacteria vertreten waren. Es folgten weitere Liveauftritte, bis es im Herbst 1985 vor einem Auftritt im New Yorker Club CBGB zu Spannungen in der Band kam und sie sich auflöste. Zwar versuchten Schlagzeuger Robert Williams und Gitarrist Kurt Habelt 1990, die Band mit Hilfe von Seth Putnam neu zu formieren. Das Trio nahm einige Titel auf, von denen Life of Hate auf einem Sampler erschien. Der Versuch scheiterte bereits ein Jahr später an den unterschiedlichen musikalischen Auffassungen der beiden Urmitglieder von Siege.
Die wenigen Studioaufnahmen der Band wurden später mehrfach neu veröffentlicht. So erschien 1994 bei Relapse Records ein Sampler unter dem Namen Drop Dead, der neben dem 1984er Demo die drei Titel von Cleanse the Bacteria enthielt.
Kevin Mahoney starb am 14. Oktober 2011.
Seit 2016 ist die Band wieder aktiv.

## Bedeutung
Mit ihrer bis dahin einzigartigen Kombination aus Hardcore Punk und Heavy Metal, der extremen Geschwindigkeit sowie den brutalen Textinhalten beeinflusste Siege die im englischen Birmingham aufkommende Grindcore-Bewegung maßgeblich. Führende Genrevertreter wie Napalm Death bezeichneten die Musik von Siege als einen ihrer Haupteinflüsse. Die Band wird neben Repulsion und Napalm Death zu den Vätern des Grindcore gezählt.